# Pieter Helbert Damsté

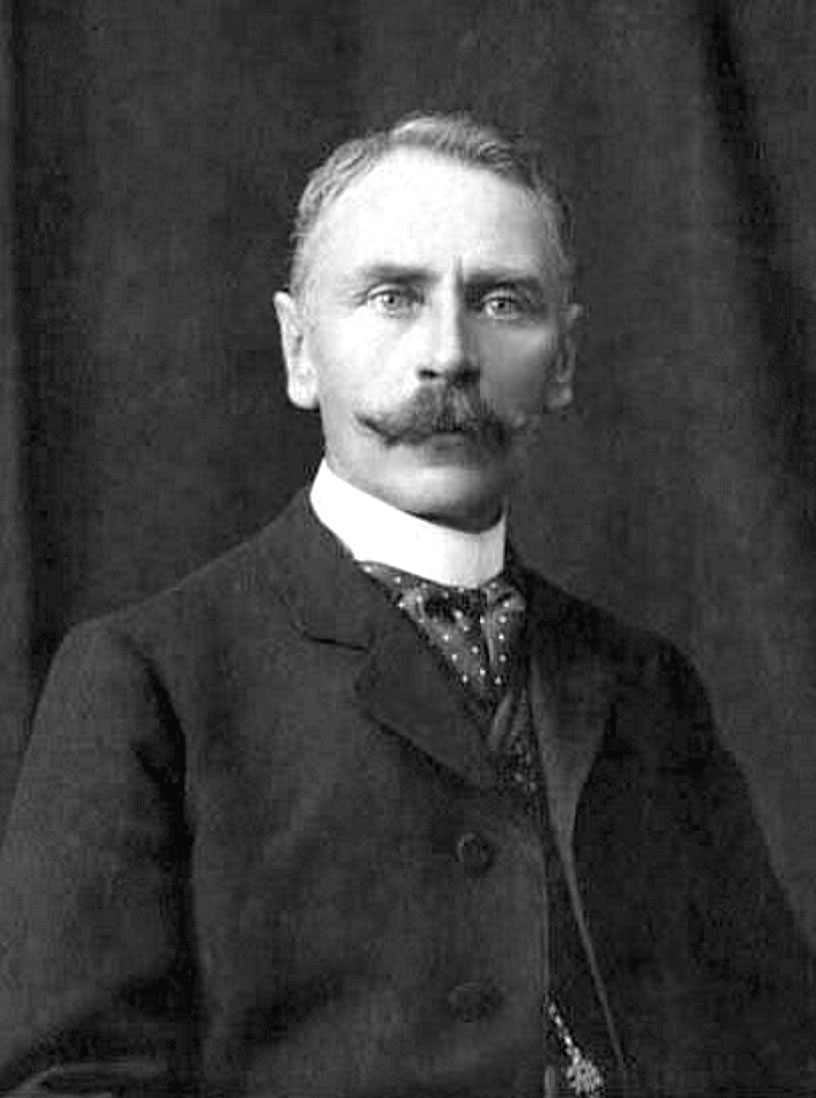
Pieter Helbert Damsté

Pieter Helbert Damsté (* 10. August 1860 in Wilsum; † 5. Februar 1943 in Utrecht) war ein niederländischer Altphilologe.

## Leben
Pieter Helbert war der Sohn des Pfarrers Barteld Roelof Damsté (* 26. Oktober 1826 in Uelsen; † 3. Januar 1909 in Leiden) und dessen Frau Richardina Jacoba Gesiena Gallé (* 19. Juli 1833 in Kampen; † 8. Februar 1885 in Leiden). Er hat die Schule in Wilsum, ab 1873 das Gymnasium in Kampen und 1876 das Städtische Gymnasium in Leiden, bei Jacobus Johannes Hartman, besucht. Am 25. September 1879 immatrikulierte er sich an der Universität Leiden, wo er bei Carel Gabriel Cobet, Jan Jacob Cornelissen (* 20. Mai 1839 in Steenwijk; † 15. Juni 1891 in Leiden) und Jan Pieter Nicolaas Land ein Studium der klassischen Sprachen absolvierte. Danach arbeitete er als Privatdozent an der Leidener Hochschule, wurde 1887 Lehrer der alten Sprachen am Gymnasium Camphusianum in Gorinchem und im April 1889 Konrektor am städtischen Gymnasium in Leiden. Während jener Zeit erschienen aus seiner Feder 1894 die Lectiones Curtianae und 1899 die Emendandi Artis Vindicatio Lectionibus Virgilianis Illustrata. Auch besorgte er im Verlag Wolters bei der Biblioteca Batava eine Ausgabe von Curtius Rufus und im Verlag Brill je eine Ausgabe von De bello Iugurthino und De coniuratione Catilinae von Sallust.
Am 11. September 1902 wurde er als Professor der lateinischen Sprache und Literatur sowie der römischen Altertümer an die Universität Utrecht berufen, welche Aufgabe er mit der Antrittsrede De arte et munere übernahm. In Utrecht beteiligte er sich an den organisatorischen Aufgaben der Hochschule und war im Akademiejahr 1916/17 Rektor der Alma Mater, wozu er am 281. Jahrestag des Bestehens der Hochschule, am 26. März 1917, die Rektoratsrede De tocht van Pytheas hielt.
Damsté engagierte sich sein Leben lang für den Rudersport. Er verfasste hierzu auch zwei Bücher und war Ehrenmitglied mehrerer sportlicher Vereine. Er trat auch mit lateinischen Gedichten in Erscheinung und erhielt mit dem Gedicht Patria Rura eine goldene Medaille der Königlich Niederländischen Akademie der Wissenschaften. Zudem wirkte er ab 1911 als Kurator am Städtischen Gymnasium in Utrecht und verfasste einige biographische Artikel im Nieuw Nederlandsch Biografisch Woordenboek. 1916 wurde er korrespondierendes Mitglied der Accademia Nazionale Virgiliana in Mantua, er wurde Ritter des Ordens vom Niederländischen Löwen, 1920 Offizier des Ordens de l’Instruction Publique und 1926 Offizier des belgischen Leopoldsorden. Am 5. März 1930 wurde er aus seiner Professur emeritiert und verlebte seine letzten Lebensjahre in Utrecht.

## Familie
Damsté heiratete am 16. Juli 1891 in Leiden Johanna Louise Elisabeth Jaeger (* 11. August 1870 in Amsterdam; † 9. Juli 1930 in Zeist), mit der er sechs Kinder hatte.

## Werke (Auswahl)
- Adversaria critica ad Valerii-Flacci Argonautica. 1885.
- Nederlandsch handboek voor roeisport. 1886 in Zusammenarbeit mit F.E. Pels Rijcken.
- Sallustius: Bellum Jugurthinum. 1892.
- Sallustius: Bellum Catilinae. Accedunt ex Historiis orationes et Epistulae. 1893.
- Quintus Curtius Rufus: Historiarum Alexandri Magni Macedonis Libri Qui Supersunt. 1897.
- De Arte et Munere Docendi. 1902.
- Carmina Latina. 1915.
- Carmina Minora. 1917.
- School en Sport. 1921.
- Minucius Felix: Octavius. 1936.